# 아세트산 납(II)
아세트산 납(영어: lead acetate)은 화학식이 Pb(CH3COO)2으로 연당(鉛糖, 영어: sugar of lead), 초산납(醋酸-)이라고도 불리는 화합물이다.  납(II) 산화물과 초산의 반응으로 생성되며, 물과 글리세린에 잘 녹는다.

## 역사
연금술사들은 납을 토성에 비유했기 때문에 아세트산 납을 ‘토성의 소금(salt of Saturn)’이라고도 불렀다.

## 용도

### 감미료
다른 납염들처럼 단맛을 내, 설탕의 대체재로 사용되었다. 고대 로마인들은 납 냄비에 포도즙이나 식초를 끓여 아세트산 납을 만들었으며, 사파라고 불렀다. 이 시럽은 포도주에 단맛을 내기 위해 숙성해야 하는 시간을 줄여주고 과일의 단맛을 높여주는 등 감미료로 애용되었지만, 함유되어 있는 아세트산 납으로 인해 납 중독을 야기했다. 현대에서는 감미료로서의 사용이 금지되어 있다.

### 화장품
그리스식 염색과 같은 분야에서 사용되어왔다. FDA에서는 피부를 통해 납이 흡수 되지 않아 사용 가능한 물질로 승인하는 것을 고려하고 있었으나, 2006년 말, 실험을 통해 밝혀진 암유발성과 생물 독성을 사유로 캘리포니아, EU, 캐나다에서는 화장품으로서의 사용을 금지시켰다.

## 의학
민간요법으로 수렴제와 옻독 치료에 사용되었다. 그러나 과학적인 효과는 없다.

## 산업
기체형태의 황화수소 화합물을 검출하기 위해 사용한다. 또한, 소음기와 보정기 유지 보수에 사용되는 금속 제조 과정에서 부산물로 나온다.

## 같이 보기
- 토성의 나무